# Các quần đảo trên Biển Đông

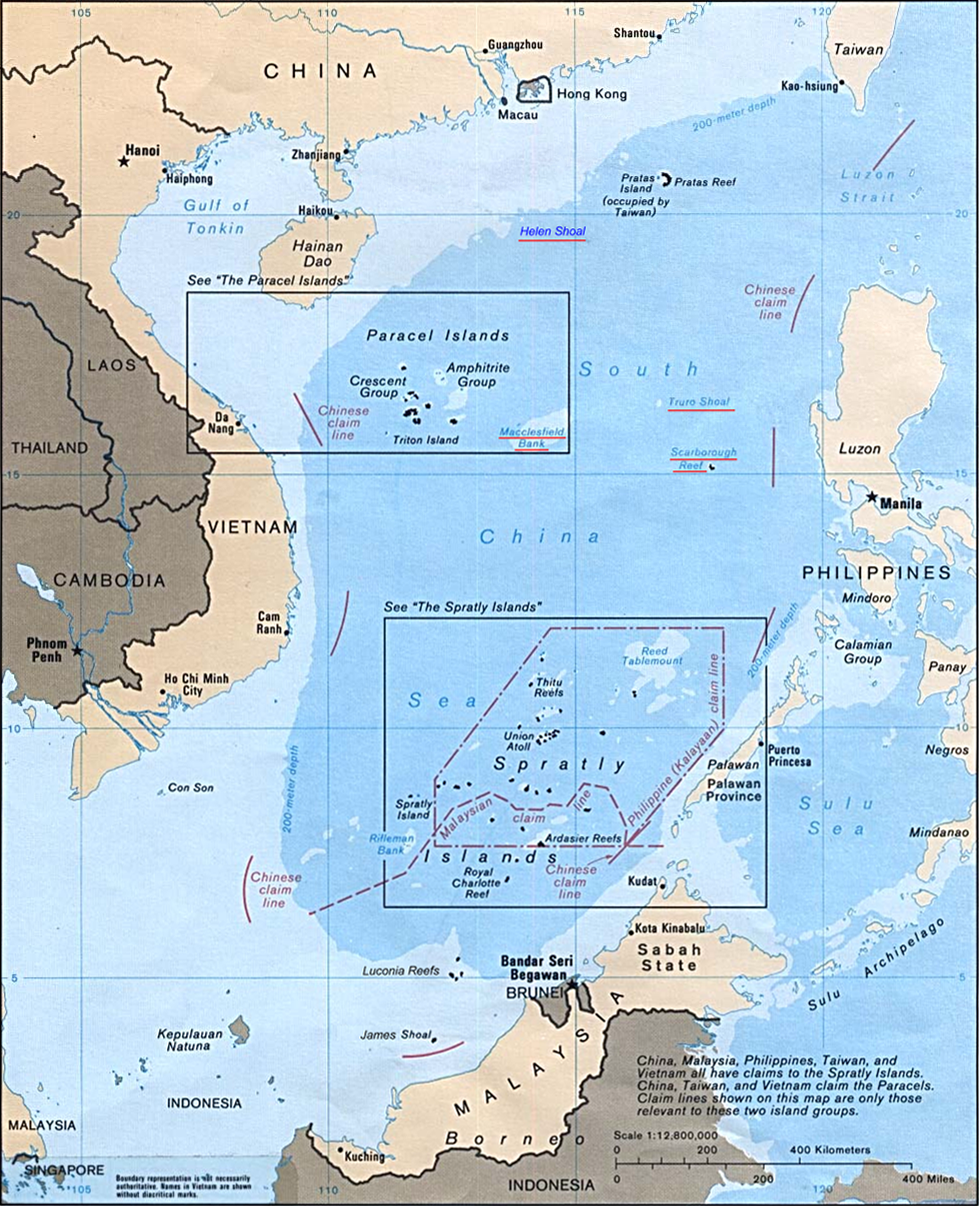
Biển Đông

Các quần đảo trên Biển Đông bao gồm trên 250 cấu trúc địa lý có diện tích khoảng 1 km² gồm các đảo san hô/cồn cát, rạn san hô, rạn san hô vòng, bãi cạn và bãi ngầm trong Biển Đông, phần lớn không có người sinh sống, đa phần bị ngập trong nước biển khi triều cường, một số nằm ngầm dưới mặt nước. Các cấu trúc này được chia làm 3 nhóm quần đảo, cùng bãi Macclesfield và bãi cạn Scarborough:
- Quần đảo Trường Sa, thuộc quyền sở hữu chủ quyền của Việt Nam[1]
- Quần đảo Hoàng Sa,  thuộc quyền sở hữu chủ quyền của Việt Nam[2]
- Quần đảo Đông Sa, tranh chấp giữa Trung Quốc và Đài Loan
- Bãi Macclesfield (bãi ngầm), tranh chấp giữa Trung Quốc và Đài Loan.[3][4]
- Bãi cạn Scarborough (rạn san hô vòng), tranh chấp giữa Trung Quốc, Đài Loan và Philippines.

Khu vực này được cho là có nhiều nguồn mỏ, khí tự nhiên và dầu mỏ tại các đảo và vùng đáy biển lân cận, cũng như giàu sản lượng ngư nghiệp vốn là nguồn thức ăn truyền thống của các quốc gia có tranh chấp. Trong thế kỷ XX, khi Chiến tranh thế giới thứ hai kết thúc mà không đưa ra giải quyết rõ ràng về chủ quyền trên các đảo và vùng biển, cũng như vì các lý do kinh tế, chính trị và vận chuyển đường thủy, nên việc kiểm soát các cấu trúc này trở nên quan trọng, đặc biện là tại Trường Sa, là nơi xảy ra các tranh chấp giữa Trung Quốc và các quốc gia Đông Nam Á như Việt Nam, kể từ giữa thế kỷ XX trở lại đây. Các quốc gia có tranh chấp hiện chiếm giữ một phần các đảo và cấu trúc trên biển. (xem thêm Tranh chấp chủ quyền Biển Đông)